# 尚莫特
尚莫特（法語：Champmotteux，法語發音：[ʃɑ̃mɔtø] ⓘ）是法国法兰西岛大区埃松省的一个市镇，属于埃唐普区。

## 地理
尚莫特（48°20'36"N, 2°19'9"E）面积7.57 平方千米，位于法国法蘭西島大區埃松省，该省份为法国北部内陆省份，北起上塞纳省和马恩河谷省，西接厄尔-卢瓦省和伊夫林省，南至卢瓦雷省，东临塞纳-马恩省。
与尚莫特接壤的市镇（或旧市镇、城区）包括：埃松河畔日龙维尔、布鲁伊、布瓦涅维尔、梅皮、埃松河畔普吕奈、勒马勒塞布瓦。

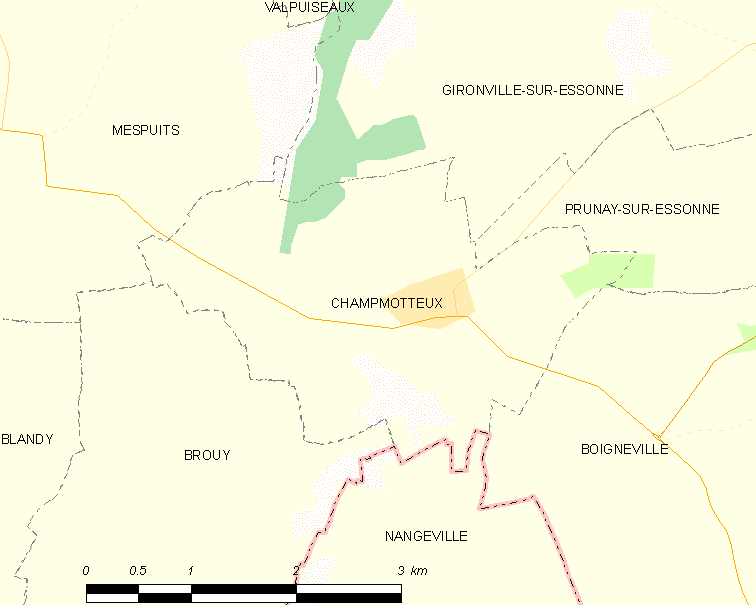
尚莫特的OSM定位图

尚莫特的时区为UTC+01:00、UTC+02:00（夏令时）。

## 行政
尚莫特的邮政编码为91150，INSEE市镇编码为91137。

## 政治
尚莫特所属的省级选区为埃唐普县。

## 人口

1962-2008年间尚莫特人口变化图示

尚莫特于2022年1月1日时的人口数量为360人。